# Muscoli plantari interossei
Nell'anatomia umana i muscoli plantari interossei sono un gruppo di muscoli del piede. Agiscono sulle articolazioni metatarso-falangee e adducono il terzo, il quarto e il quinto dito del piede.

## Anatomia
Sono 3 muscoli,  si ritrovano vicino ai muscoli dorsali interossei del piede. Originano dai metatarsi del 3°,4° e 5° dito e si vanno ad inserire nelle corrispettive falangi prossimali.